# 747 (canción)
«747» es una canción de la banda de rock sueca Kent, escrita por Joakim Berg. Es la última canción del disco Isola y fue publicada como tercer sencillo del mismo en 1998, incluyendo las caras B Din skugga y Elever. La canción ha sido grabada tanto con letra sueca como inglesa. Mucha gente la considera la mejor canción del grupo. Desde hace ocho años, Kent siempre terminan sus conciertos con ella.
En la versión del álbum, la canción tiene una duración de 7 minutos y 47 segundos, y casi la mitad de la misma es instrumental, con acordes de guitarra y melodías de teclados. El título no se menciona en la canción, pero observando el texto, inspirado en volar, se piensa que es una referencia al avión, aunque el hecho más simple es que la canción se llama así por su longitud. Un dato curioso es que si se toman los nombres completos de todos los componentes, y se le da un número a cada letra (A = 1, B = 2, C = 3, etc.) y se suman todas las cifras, se obtiene el número 747.
Para la versión inglesa de la canción se grabó un video musical. En él, el grupo está tocando en un escenario con una imagen de un avión como fondo. Al mismo tiempo, se relata la historia de un hombre que intenta robar el misterioso contenido de una maleta, pero termina abandonado en un aeropuerto.
La versión del sencillo es más corta, pero incluye un estribillo que no aparece en la versión del álbum.
- Datos: Q8179719